# Bruce Davidson
Bruce Davidson (n. 31 decembrie 1949, Rome⁠(d), New York, SUA) este un sportiv ce a reprezentat Statele Unite ale Americii, medaliat olimpic. A participat la 5 ediții ale Jocurilor Olimpice (1972, 1976, 1984, 1988, 1996) în care a câștigat o medalie de argint.